# 籌碼

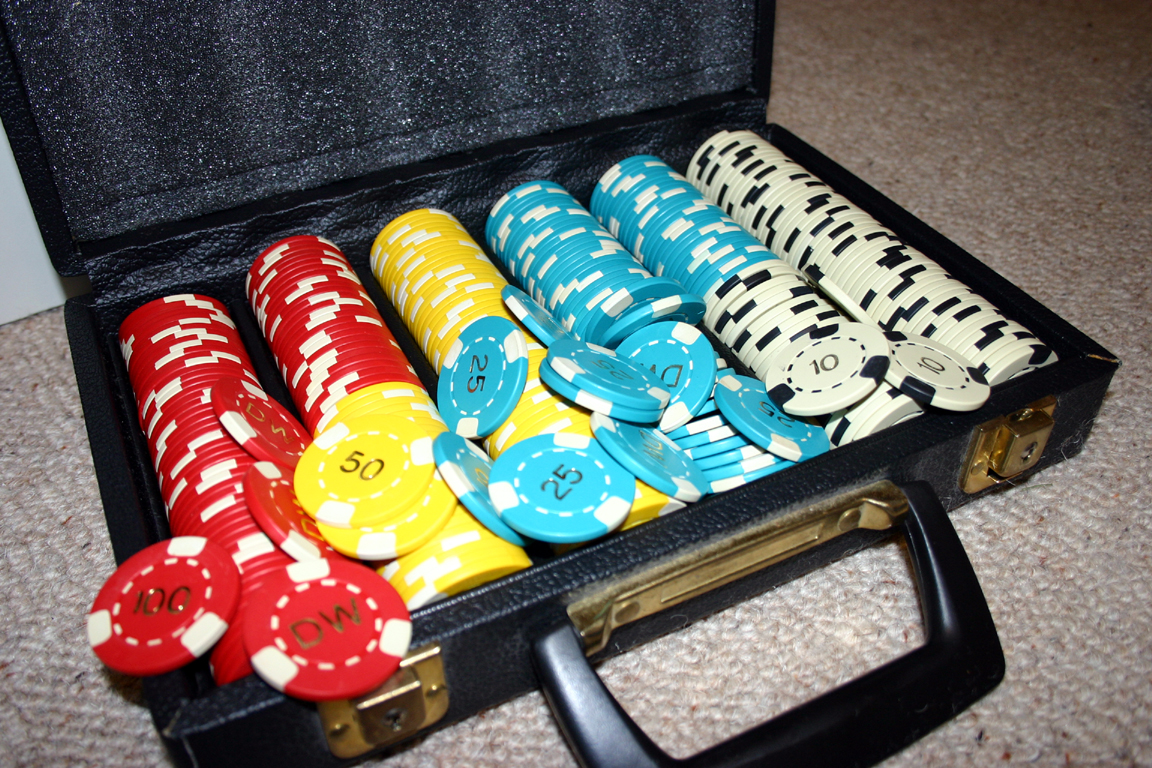
籌碼

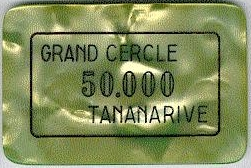
長方形籌碼，來自马达加斯加的賭場

籌碼是指用作取代現金，在賭博場所中用作投注的代用品，通常設計成類似硬幣般的圓形膠餅，也有方型設計的籌碼。

## 賭場中的籌碼
在賭場中，賭客大多需要先將特定幣種之現金兌換成籌碼，方可下注。兌換可以直接把現金交給賭桌的荷官換取等額籌碼，又或者在兌換處進行。賭客在賭場娛樂完畢後，如有淨餘籌碼，可以選擇在兌換處換回相應幣種的等值現金或保留，待下次到賭場時使用。另外在某些商店，賭場的籌碼可以用作同額現金使用，這在賭場附近的商店較為普遍。
賭場中的籌碼有不同面額，少至五元（圓形），多則數百萬元（方形），通常超過五萬元的多為長方形。不同面額的籌碼有不同的顏色與大小，而籌碼表面亦會寫有其面值。在大型賭場，籌碼多數像鈔票一樣，具各種防偽特徵，用紫外光燈照射籌碼，會看到一些字樣或圖案。

## 泥碼
不同博彩集團間的籌碼不可互換投注，但同一集團內的各賭場間之部分籌碼則多數可通用或兌換成通用的碼種。另外有些賭場為吸引博彩收入，推出一些折扣優惠的籌碼供下注耍樂，贏取現金碼，但此等籌碼只供賭場吸收，並不能兌回現金，即泥碼，亦稱推廣碼。一些附有賭場的酒店會售賣一些附有泥碼的酒店房套券以吸引客人，也有一些疊碼（賭場中介人）以現金買碼送泥碼形式，或折扣購買泥碼的形式吸引顧客，並從中賺取佣金。
泥碼名稱的最初來源，是來至它的顏色是（淺泥黄色），同正統籌碼有明顯分别，而用途較特别，泥碼在賭枱上，用途和正統籌碼没有分别，但離開賭枱後，正統籌碼可以隨時換回等值現金，但泥碼就不可以，只可繼續作賭注，直至最後出路，就是輸回給賭場或者由賭場把勝出賭局時得到的泥碼以1換1方式轉換成現金碼。新加坡赌场把它叫做红利筹码，销售渠道包括外国旅行社。

## 麻將館中的籌碼
在麻將館，為了方便計算，多數都會使用籌碼作結算。但這些籌碼設計較簡單，面額亦較細，多數只是表面寫有其面值，大約由數十至數百元左右，亦甚少有防偽特徵。

## 平常使用的籌碼
在售賣麻將的店舖，多數會有籌碼一同售賣，供大眾竹戰（麻將耍樂）時使用。這些籌碼設計簡單，甚至只是顏色上不同，沒有標示任何面額，使用時，要先議定好不同籌碼代表的金額。

## 另見
- 代幣